# خوسيه إسبينوزا (لاعب كرة قدم)
خوسيه إسبينوزا (بالإسبانية: José Julio Espinoza Valeriani)‏ هو مدرب كرة قدم ولاعب كرة قدم بيروفي في مركز الوسط، ولد في 23 يونيو 1974 في ليما في بيرو. لعب مع دندي يونايتد ونادي سبورتينغ كريستال ونادي ميلغار أريكيبا ونادي يونيفرسيتاريو.